# Sinagoga de Cuéllar
La Sinagoga de Cuéllar fue una sinagoga ubicada en la villa de Cuéllar (Segovia), dentro de los límites del barrio judío. 
Estaba situada frente a la puerta de san Andrés, en la confluencia de las calles de San Esteban y de la Magdalena, donde se ubica un edificio con el número 24, que no conserva su estructura original. Se conoce su existencia a través de un documento fechado en 1518, por el que se vende una casa, y en el que se cita como linderos la antigua caballeriza que solía ser sinagoga.
Del pleito inquisitorial contra Diego de Alba, corregidor de Cuéllar, se sabe que en ella el rabino Abraham Simuel (médico personal de Beltrán de la Cueva) disertaba sobre santo Tomás de Aquino atrayendo a ella al propio corregidor, y a otros nobles católicos, como la tía del propio duque de Alburquerque, que participaban de la celebración del Rosh Hashaná en la década de 1470. Además, dentro de sus alegaciones en el pleito, el corregidor asegura «que que yo las quebranté (a los judíos) las puertas de la synagoga e las hize desrachar las puertas de la casylla donde tenian sus toras, e dende arrastrando con ellas saqué un judio que alli tenian escondido e llevele a la cárcel publica e después le embié al consejo, de que ovo grande sentymiento e grande llanto entre ellos».